# Phyllonorycter longispinata
Phyllonorycter longispinata là một loài bướm đêm thuộc họ Gracillariidae. Nó được tìm thấy ở Nhật Bản (Hokkaidō, Honshū).
Ấu trùng ăn Alnus hirsuta và Alnus japonica. Chúng ăn lá nơi chúng làm tổ.